# Anne Sofie Munk-Hansen
Anne Sofie Munk-Hansen es una deportista danesa que compitió en vela en la modalidad de match race. Ganó tres medallas en el Campeonato Mundial de Match Race Femenino entre los años 2015 y 2018.

## Palmarés internacional
| Campeonato Mundial | Campeonato Mundial     | Campeonato Mundial | Campeonato Mundial |
| Año                | Lugar                  | Medalla            | Clase              |
| ------------------ | ---------------------- | ------------------ | ------------------ |
| 2015               | Middelfart (Dinamarca) | Medalla de oro     | Match race         |
| 2017               | Helsinki (Finlandia)   | Medalla de bronce  | Match race         |
| 2018               | Ekaterimburgo (Rusia)  | Medalla de bronce  | Match race         |